# Артіль
Арті́ль — добровільне об'єднання групи осіб однакової професії або ремесла, для спільної праці на основі усуспільнення засобів виробництва. Були поширені у 1920 — 1930-х роках, на теренах дореволюційної України, Росії та інших республік СРСР після його утворення 1922 року.
Також, Арті́ль побуто́ва — форма тимчасового (сезонного) трудового об'єднання невеликого числа людей (5 — 50 осіб) на основі усного договору, що існувала у багатьох народів світу в період феодалізму і формування капіталізму.
Артілі побутові давали можливість колективно виконувати роботи (вантаження, збирання врожаю, заготівля лісу) або вести промисли (рибальство, полювання тощо), які були не під силу одній людині.
З питання про походження слова артіль є щонайменше дві точки зору. Перша, стверджує західноєвропейське походження слова «артіль». Воно веде від італійських arte («мистецтво») та artiere («ремісник»). Латинський корінь artis є й у іспанському слові artesanía («артесанія»), що означає «ремесло», «кустарні промисли». 
Друга, слово потрапило з тюркських мов, де її походження пояснюють по-різному: від тат. і башк. арт («частина», «тил») + іл («народ», «община»), від тобольсько-татарського урталай («навпіл», «разом»), або від тур. ortak («спільний», «спільник»).

## Історія
У східних слов'ян ще в 12—13 ст. існували риболовецькі і мисливські («ловчі дружини») артілі.
З 16 століття відомі Артілі побутові в землеробстві, скотарстві та ін. галузях сільського господарства і промислів.
У 16—18 століттях значного поширення в Україні набувають артілі («валки») чумаків та рибалок («ватаги забродчиків»); у 19 столітті було багато артілей косарів, молотників, чередників, мулярів, столярів, вантажників та ін. З розвитком капіталізму побутові артілі поступово зникають, не витримуючи конкуренції капіталістичних підприємств, або перетворюються в капіталістичні кооперативні об'єднання.

## Правове регулювання
Види: промислові, сільськогосподарські, риболовецькі та інші види артілі.
Форма господарювання: на правах юридичної особи.
Управління: на демократичних засадах виборними органами.
Артіль — 1) Добровільне трудове об'єднання громадян для ведення колективного господарства на основі усуспільнення засобів виробництва. Економічною основою артілей є кооперативно-колгоспна власність на знаряддя і засоби виробництва та продукцію, вироблену колективною працею.
Як форма соціалістичної виробничої кооперації, артіль ґрунтується на таких принципах:
- рівність усіх членів артілі в правах і обов'язках; виконання всіх робіт в артілі головним чином силами її членів,
- оплата праці залежно від її продуктивності,
- забезпечення членів Артілі в старості, при інвалідності та при втраті годувальника;
- управління справами артілі самими її членами на демократичних принципах (даний принцип був лише проформою, бо ухвалювати рішення членам артілі дозволялось тільки відповідно до вказівок комуністичних органів влади)[джерело?];
- планування діяльності артілі (також — проформа)[джерело?].

Держава встановлює межі майнової відповідальності артілі перед кредиторами.
Мета створення артілі — переведення приватного («дрібнотоварного») господарства землеробів і ремісників на шлях контрольованого комуністичним апаратом («громадського соціалістичного господарства»).
Діяльність артілі регулюється статутом, який визначає її правоздатність і приймається вищим органом управління артілі (загальними зборами) на підставі зразка («примірного») Статуту. В СРСР залежно від роду виробничої діяльності та особливостей членського складу були такі артілі:
- а) сільськогосподарська;
- б) рибальська (рибколгосп) — об'єднання трудящих-рибалок для ведення колективного господарства з вилову риби і морського звіра, а також підсобного сільськогосподарського;
- в) промислова сільськогосподарська (промколгосп) — об'єднання громадян, які поряд з яким-небудь промислом займаються сільським господарством; промколгоспи входять до системи промкооперації;
- г) промислова — основна форма промислової кооперації виробників; за родом виробничої діяльності вони поділяються на кравецькі, шевські, текстильно-трикотажні, галантерейні, культтоварів, ремісничо-художніх виробів тощо;
- ґ) інвалідів — об'єднує інвалідів, пенсіонерів, а також працездатних осіб в межах, встановлених статутом; входить до системи промкооперації. В Україні налічувалося (1959) артілей: рибальських — 139; промколгоспів — 15, промислових — 1439, інвалідів — 376.

2) Як форма виробничого об'єднання людей артіль відома давно. Протягом віків питання, зв'язані з артіллю регулювались звичаями. В дореволюційній Росії і в Україні існували т. з. побутові артілі теслярів, лісорубів тощо.